# Бублис, Валентина Николаевна
Валентина Николаевна Бублис (1922 — ?) — советский горный инженер, лауреат Ленинской премии 1961 года.
В 1944 году окончила Казахский горно-металлургический институт.
С того же времени работала на Лениногорском полиметаллическом комбинате.
С 1952 года старший инженер-конструктор горно-конструкторского бюро.
В 1958—1960 годах в составе группы инженеров и учёных приняла участие в разработке и внедрении системы принудительного блокового обрушения на рудниках, облегчившей труд шахтёров. За эту систему, которая получила широкое распространение в горнодобывающей промышленности СССР, присуждена Ленинская премия 1961 года..